# Dvorníky
Dvorníky és un poble i municipi d'Eslovàquia que es troba a la regió de Trnava, a l'oest del país.

## Història
La primera menció escrita de la vila es remunta al 1247.

## Demografia
| Godina             | 1994 | 2004   | 2014   | 2024   |
| ------------------ | ---- | ------ | ------ | ------ |
| Nombre de persones | 1914 | 2017   | 2058   | 1953   |
| Diferència         |      | +5,38% | +2,03% | −5,10% |

| Godina             | 2023 | 2024   |
| ------------------ | ---- | ------ |
| Nombre de persones | 1986 | 1953   |
| Diferència         |      | −1,66% |